# Mazdākatī
Mazdākatī (persiska: مَزداكَتی) är en ort i Iran.   Den ligger i provinsen Mazandaran, i den norra delen av landet, 140 km nordost om huvudstaden Teheran. Mazdākatī ligger 70 meter över havet och antalet invånare är 372.
Terrängen runt Mazdākatī är platt åt nordväst, men åt sydost är den kuperad. Terrängen runt Mazdākatī sluttar norrut. Runt Mazdākatī är det ganska tätbefolkat, med 192 invånare per kvadratkilometer. Närmaste större samhälle är Babol, 18,7 km norr om Mazdākatī. I omgivningarna runt Mazdākatī växer huvudsakligen savannskog.